# 唐津駅

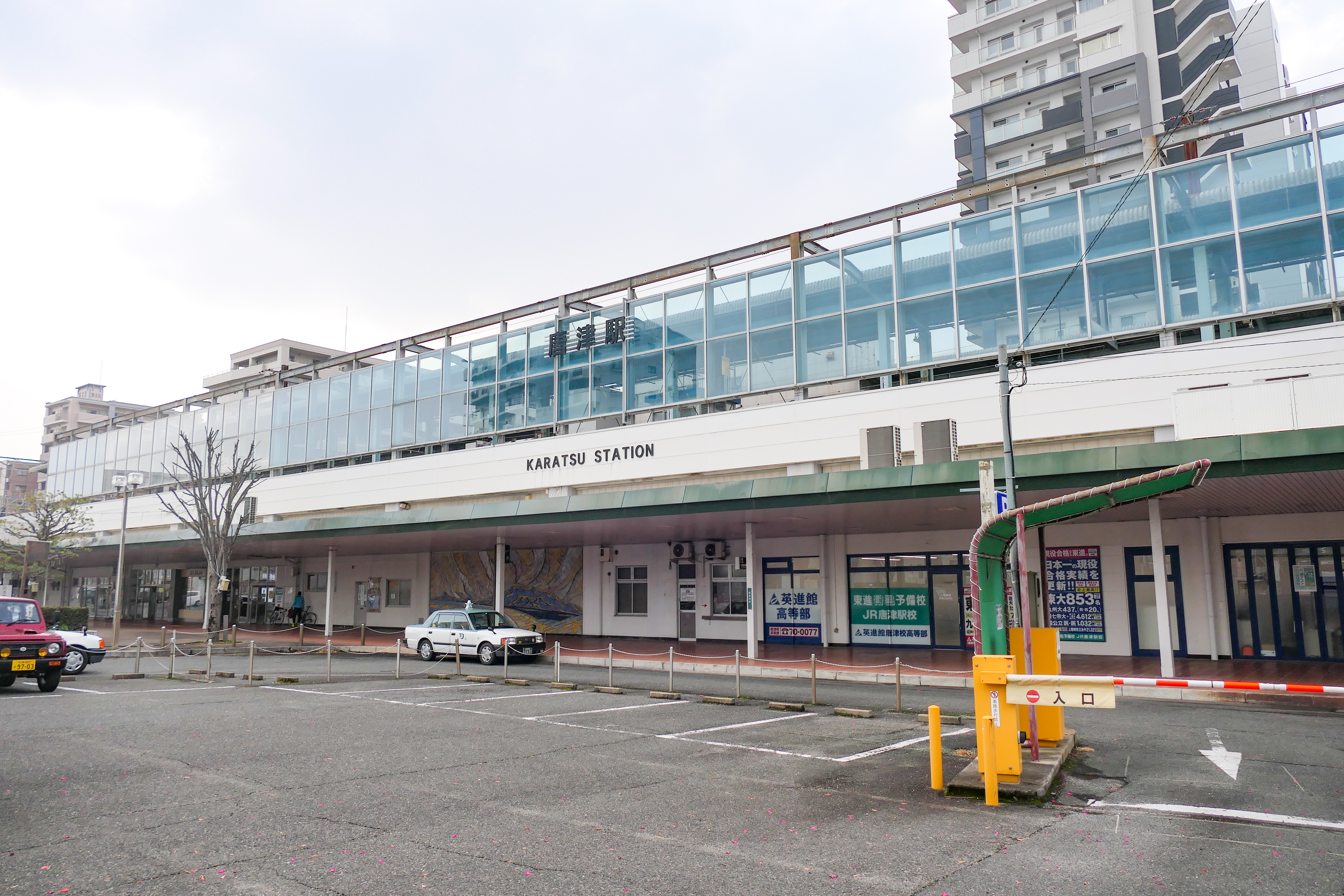
北口（2023年1月）

唐津駅（からつえき）は、佐賀県唐津市新興町にある、九州旅客鉄道（JR九州）の駅である。

## 概要
佐賀県北部の中心都市である唐津市の代表駅で全列車が停車する。当駅の所属線である唐津線と、当駅を終点とする筑肥線（東区間）の2路線が乗入れている。この他に唐津線山本駅を起点とする筑肥線（西区間）の列車が全て当駅まで乗入れている。筑肥線の列車は両区間共一部は更に唐津線の終点である西唐津駅まで乗入れている。当駅は筑肥線の駅番号としてJK20が付番されている。
当駅開設当初は唐津線の途中駅に過ぎず、筑肥線の主要駅であった東唐津駅、唐津線と筑肥線の唯一の接続駅だった山本駅も含めて、唐津市には代表駅格の駅が3つ分立する状況であったが、1983年の筑肥線新線開通・部分廃止に伴って同線が当駅に乗入れ、唐津線と筑肥線姪浜駅・博多駅方面との接続駅が山本駅から当駅へ移行したため、当駅は名実共に唐津市の代表駅となった。

## 歴史
- 1898年（明治31年）12月1日：唐津興業鉄道開通に伴い開設[2]。
- 1900年（明治33年）4月18日：唐津興業鉄道の社名変更に伴い、唐津鉄道の駅となる。
- 1902年（明治35年）2月23日：唐津鉄道が合併されたことに伴い、九州鉄道の駅となる。
- 1907年（明治40年）7月1日：九州鉄道国有化、帝国鉄道庁唐津線の駅となる[2]。
- 1974年（昭和49年）10月1日：貨物取扱廃止（旅客駅化）[5]。
- 1982年（昭和57年）10月9日：国鉄唐津線の連続立体交差化事業完了に伴い、高架駅化。
- 1983年（昭和58年）
  - 3月22日：筑肥線新線開業・部分廃止に伴い高架の筑肥線部が開業[6]。筑肥線区間が博多駅 - 東唐津駅 （初代） - 山本駅 - 伊万里駅間から伊万里駅 - 山本駅 - 唐津駅 - 姪浜駅間に変更され、山本駅 - 当駅間は唐津線と筑肥線の重複区間となる[6]。みどりの窓口営業開始（東唐津駅からの移転）[7]。
  - 12月3日：南口広場完成。市の唐津駅南土地区画整理事業として工費8400万円を投じた。
- 1984年（昭和59年）
  - 2月1日：荷物扱い廃止[5]。
  - 4月21日：北口広場が完成。市と国鉄が1億1千万円で整備。
- 1987年（昭和62年）4月1日：国鉄分割民営化により、九州旅客鉄道へ継承される[5]。これに合わせて山本駅 - 当駅間を唐津線の単独区間に戻したため筑肥線は東西2本に分断され、当駅は東区間の終点となる[6]。
- 1993年（平成3年）10月29日：駅高架下に商業施設「ミュー唐津」が開業[8]。
- 2008年（平成20年）9月26日：南口広場のロータリー改良工事終了。駅南駐車場供用開始。
- 2010年（平成22年）2月13日：自動改札機使用開始。
- 2010年（平成22年）3月13日：筑肥線でICカード「SUGOCA」の利用を開始[9]。それを記念し、「筑肥線エリア拡大記念SUGOCA」が500枚限定で発売される。
- 2020年（令和2年）4月1日：JR九州サービスサポートによる業務委託駅化。唐津駅長廃止。
- 2022年（令和4年）10月8日：ホームに「サガ」シリーズの楽曲を編曲した駅メロディを導入。佐賀駅でも同様に導入される[10]。
- 2023年（令和5年）10月1日：JR九州サービスサポートによる業務委託駅から、九州旅客鉄道本体による直営駅へと変更。
- 2025年（令和7年）3月15日：ダイヤ改正により、筑前前原・福岡空港行き、佐賀・伊万里行きの「のりば」が統一され、改正前よりわかりやすくなる[11]。

## 駅構造
島式ホーム2面4線を有する高架駅。高架下に中2階と改札口及びコンコースがあり、改札口と中2階は階段およびスロープで連絡し、中2階よりホームまでのエレベータが設置されている。ホーム上に待合室は無く、中2階コンコースに存在する。改札口は北口と南口を連絡する通路にある。
JR九州本体による終日駅員配置駅であるが、駅長職は2020年で廃止、2020年-2023年の間、業務委託駅となっていた。みどりの窓口（営業時間 7:30 - 19:00、年中無休）を有する。SUGOCA（はやかけん・nimoca等の相互利用可能ICカード含む）対応自動改札機及び自動券売機を設置している。
なお、SUGOCAは筑肥線東区間及び唐津線西唐津駅方面のみ利用可能で、唐津線久保田駅方面（筑肥線西区間も含む）は利用出来ない。また唐津線の起点である長崎本線久保田駅はSUGOCAエリア内だが、当駅 - 久保田駅間でのSUGOCA利用は通過も含めて一切認められていない。
コンコースにはファミリーマート、観光案内所（唐津観光案内所）、キャッシュコーナー、コインロッカー等の施設があり、改札口向かい側はテナント街となっている（後述）。

### のりば
| のりば | 路線            | 方向   | 行先                                     |
| ------ | --------------- | ------ | ---------------------------------------- |
| 1 - 4  | ■唐津線 ■筑肥線 | 下り   | 西唐津行き                               |
| 1      | ■筑肥線         | 西区間 | 伊万里方面                               |
| 2      | ■唐津線         | 上り   | 佐賀方面                                 |
| 3・4   | 筑肥線          | 東区間 | 筑前前原・姪浜・天神・博多・福岡空港方面 |

［JK］＝筑肥線(姪浜･博多方面)（福岡市地下鉄空港線直通）唐津駅

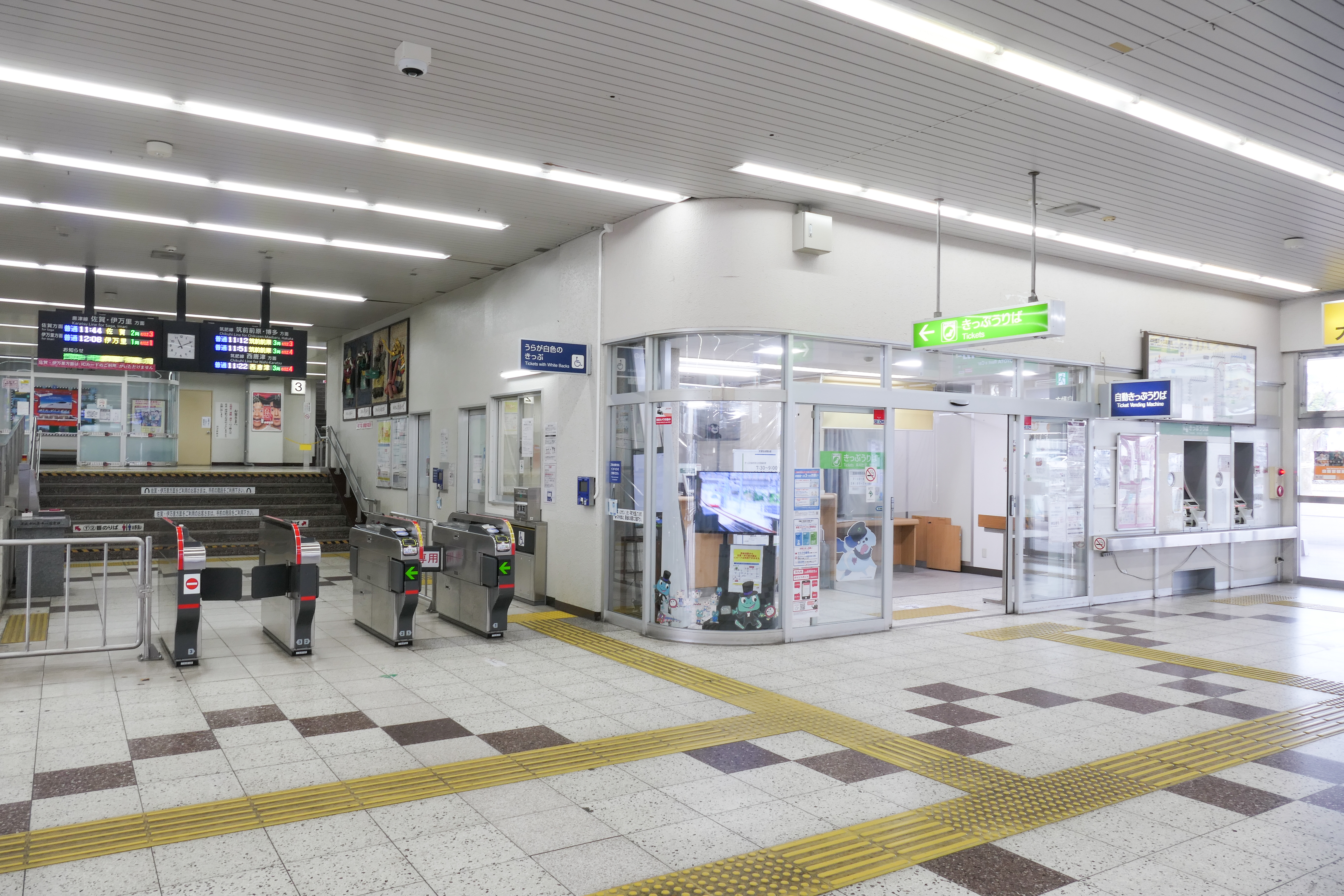
改札口と切符売り場（2023年1月）
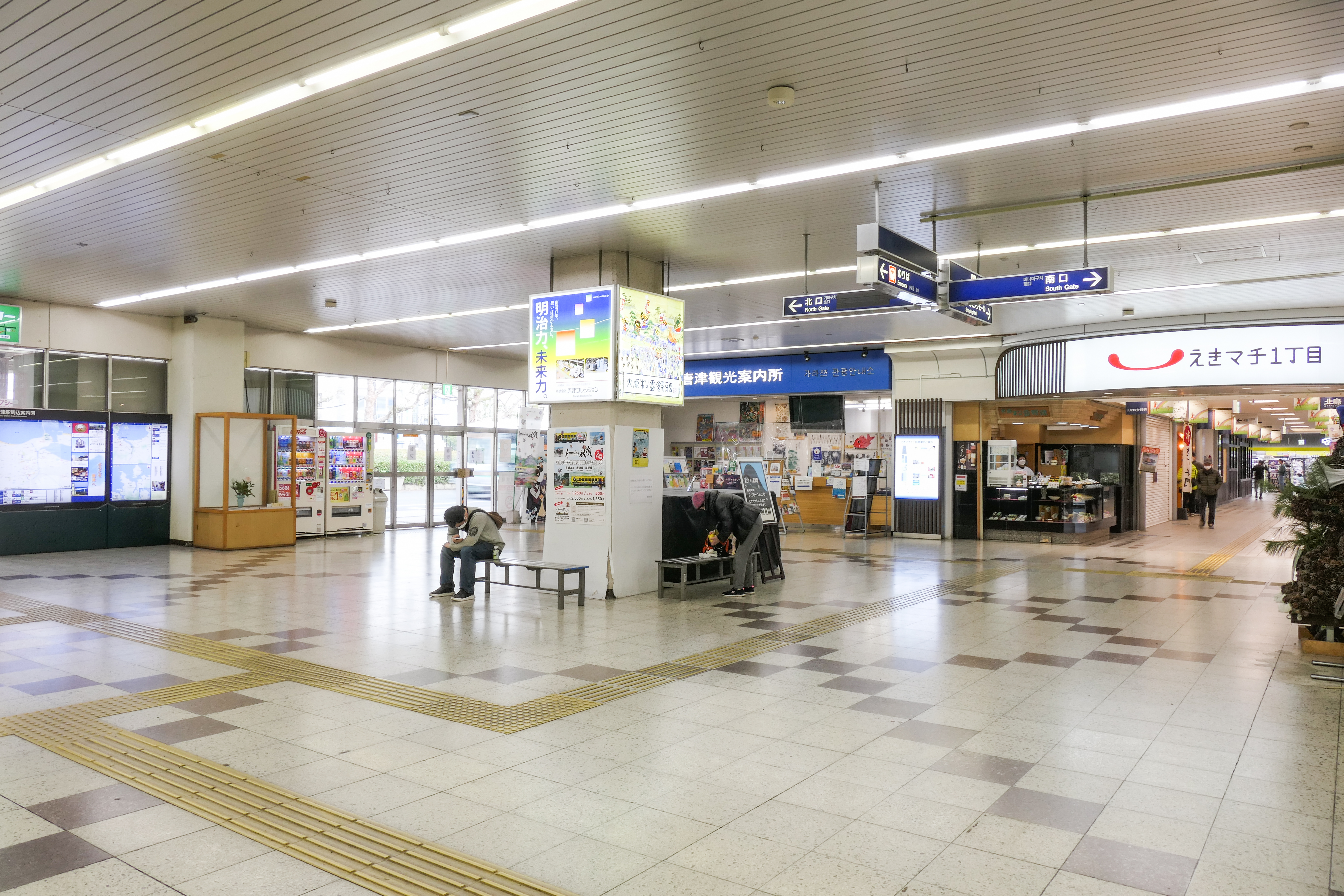
コンコース（2023年1月）
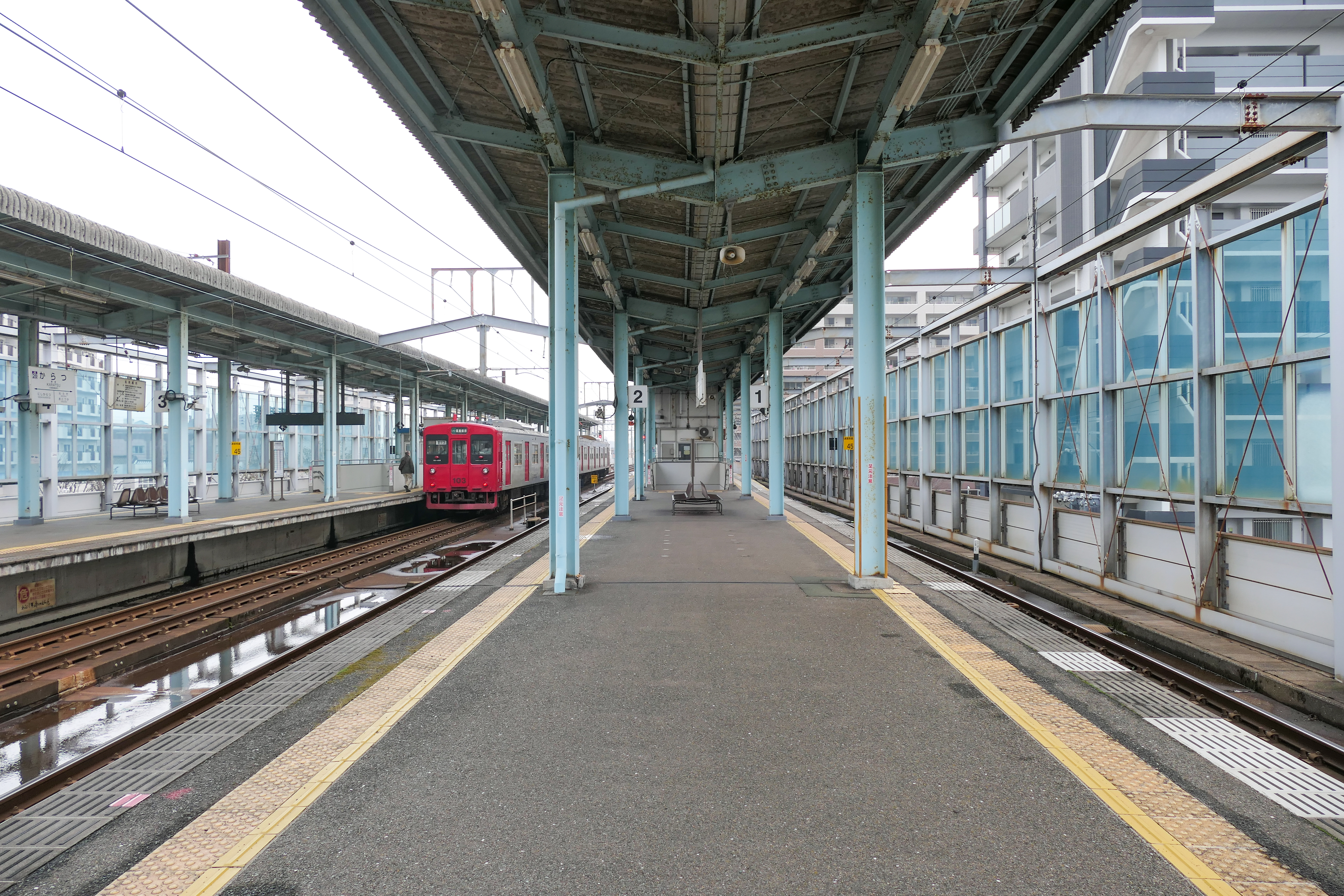
1・2番のりば（2023年1月）
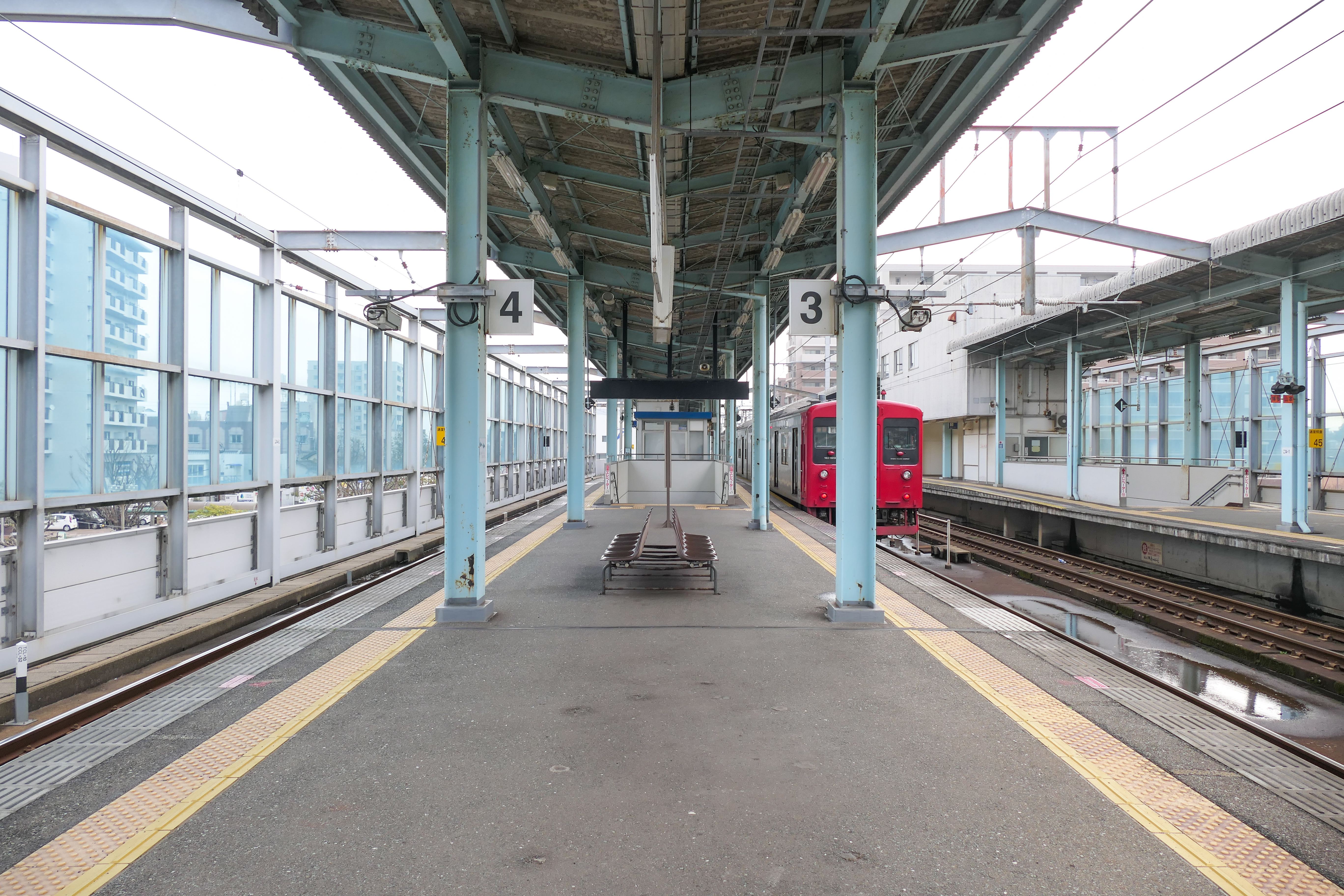
3・4番のりば（2023年1月）

### えきマチ1丁目唐津
えきマチ1丁目唐津（旧:ミュー唐津）は九州旅客鉄道（JR九州）グループのJR九州ビルマネジメント株式会社が運営する唐津駅高架下のテナント街である。
店舗一覧は公式サイトを参照。

## 利用状況
2022年度の1日平均乗車人員は1,663人である。
近年の1日平均乗車人員の推移は以下の通り。
| 年度   | 1日平均 乗車人員 | 出典   |
| ------ | ---------------- | ------ |
| 2000年 | 2,625            | -      |
| 2001年 | 2,489            | -      |
| 2002年 | 2,404            | -      |
| 2003年 | 2,258            | -      |
| 2004年 | 2,168            | -      |
| 2005年 | 2,139            | -      |
| 2006年 | 2,150            | -      |
| 2007年 | 2,134            | -      |
| 2008年 | 2,120            | -      |
| 2009年 | 2,049            | -      |
| 2010年 | 2,136            | -      |
| 2011年 | 2,232            | -      |
| 2012年 | 2,311            | -      |
| 2013年 | 2,310            | -      |
| 2014年 | 2,216            | -      |
| 2015年 | 2,297            | -      |
| 2016年 | 2,290            | [ 13 ] |
| 2017年 | 2,361            | [ 14 ] |
| 2018年 | 2,309            | [ 15 ] |
| 2019年 | 2,260            | [ 16 ] |
| 2020年 | 1,616            | [ 17 ] |
| 2021年 | 1,663            | [ 18 ] |
| 2022年 | 1,867            | [ 12 ] |
| 2023年 | 1,958            | [ 19 ] |

## 駅周辺

### 北口

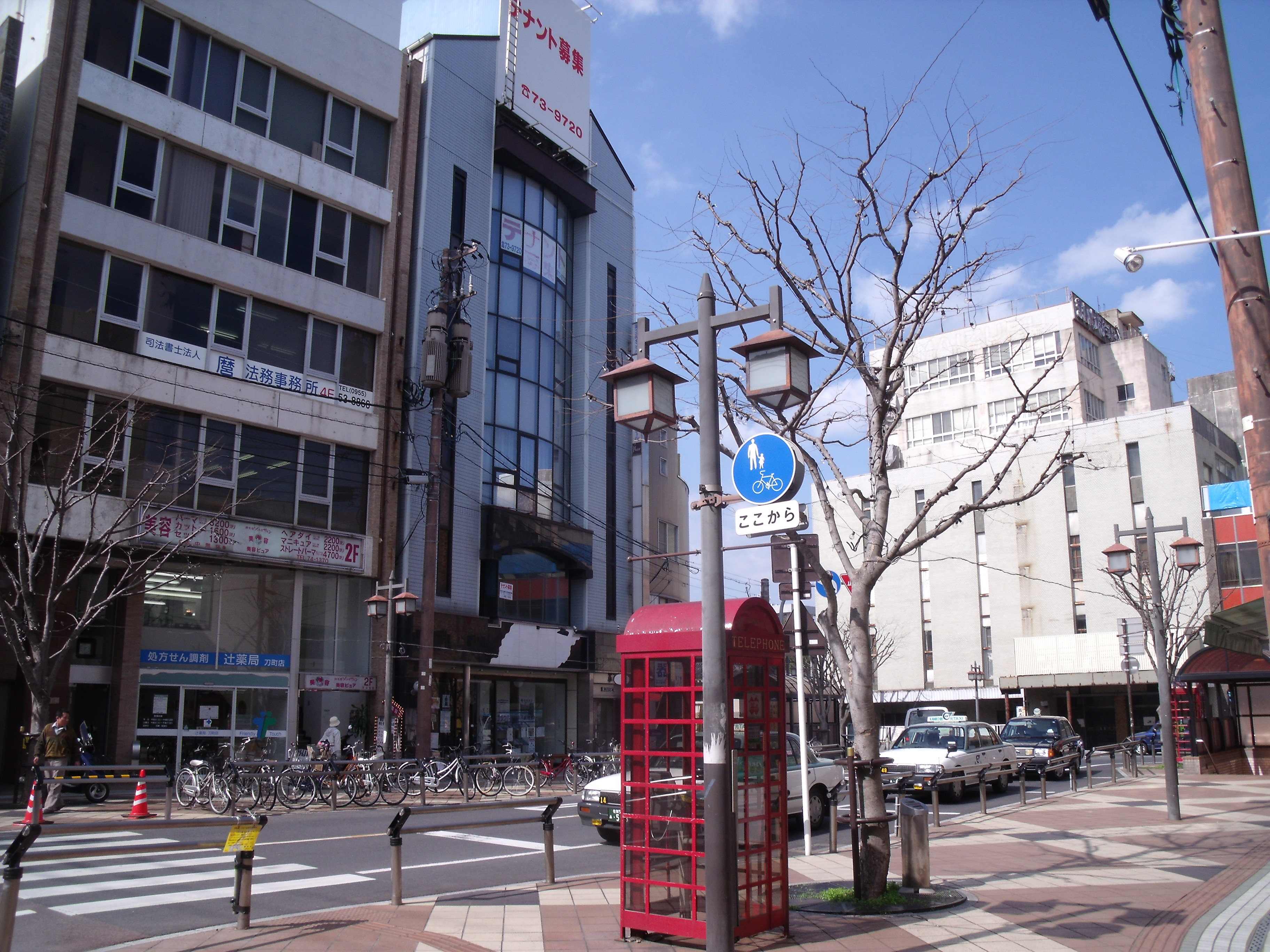
大手口界隈

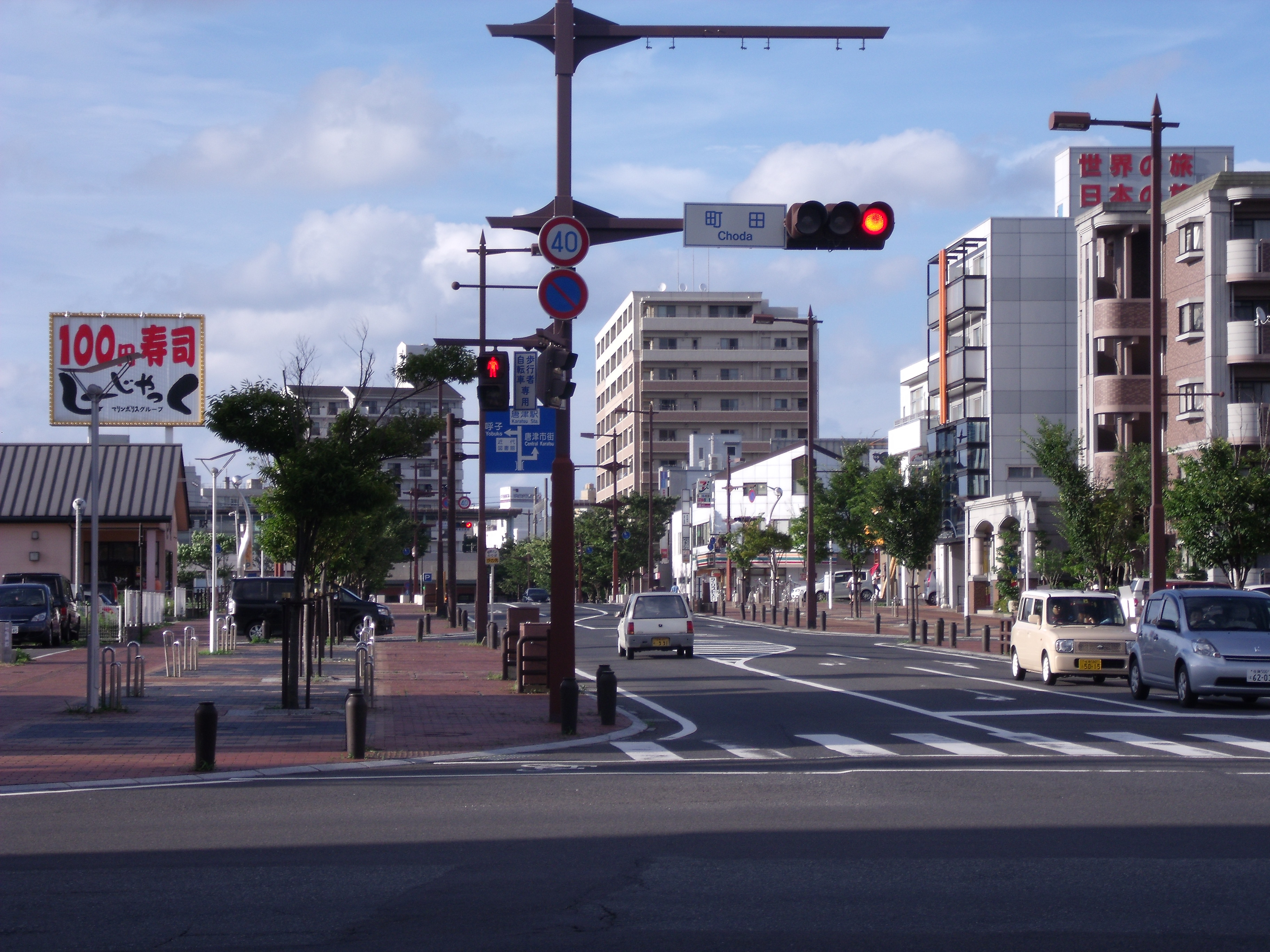
シンボルロード（市道唐津駅旭が丘線）

唐津市の中心部（大手口）に近く、官公庁や地元金融機関の本店・支店が点在し、業務ビルや商店が集中する唐津市の中心市街地となっている。市役所通り東側の地域には特に商店が集中しているため複数の商店街があり、京町商店街と呉服町商店街で構成される唐津中央商店街には全蓋式アーケードが設置され、賑わいを見せている。
1982年（昭和57年）頃、唐津駅北地区で国鉄用地を取得し、市街地再開発事業により地上5階地下1階の商業ビルを建設する構想が発表された。実際に地権者らが唐津駅北地区市街地再開発準備組合を組織し、核店舗として西友の誘致活動を行った他、計画説明書を県や市、商工会議所に提出していたが、計画に反対していた商店街との合意形成が困難となり計画は立消えとなった。
北口駅前広場整備が行われ、2013年（平成25年）度に完成した。
- 唐津市役所
- 唐津中央商店街
- 唐津城（舞鶴公園）
- 唐津警察署中央交番
- 唐津市民会館
- 唐津郵便局
- NTT西日本唐津営業所
- 佐賀銀行唐津支店
- 唐津信用金庫本店
- ふるさと会館アルピノ
- まいづる本店ショッピングプラザ
- 唐津大手口バスセンター
- 曳山展示場
- 旧大島邸
- 旧高取家住宅
- 旧唐津銀行本店
- 唐津神社
- 宝当桟橋（唐津市営渡船高島ゆき航路）
- 早稲田佐賀中学校・高等学校

### 南口

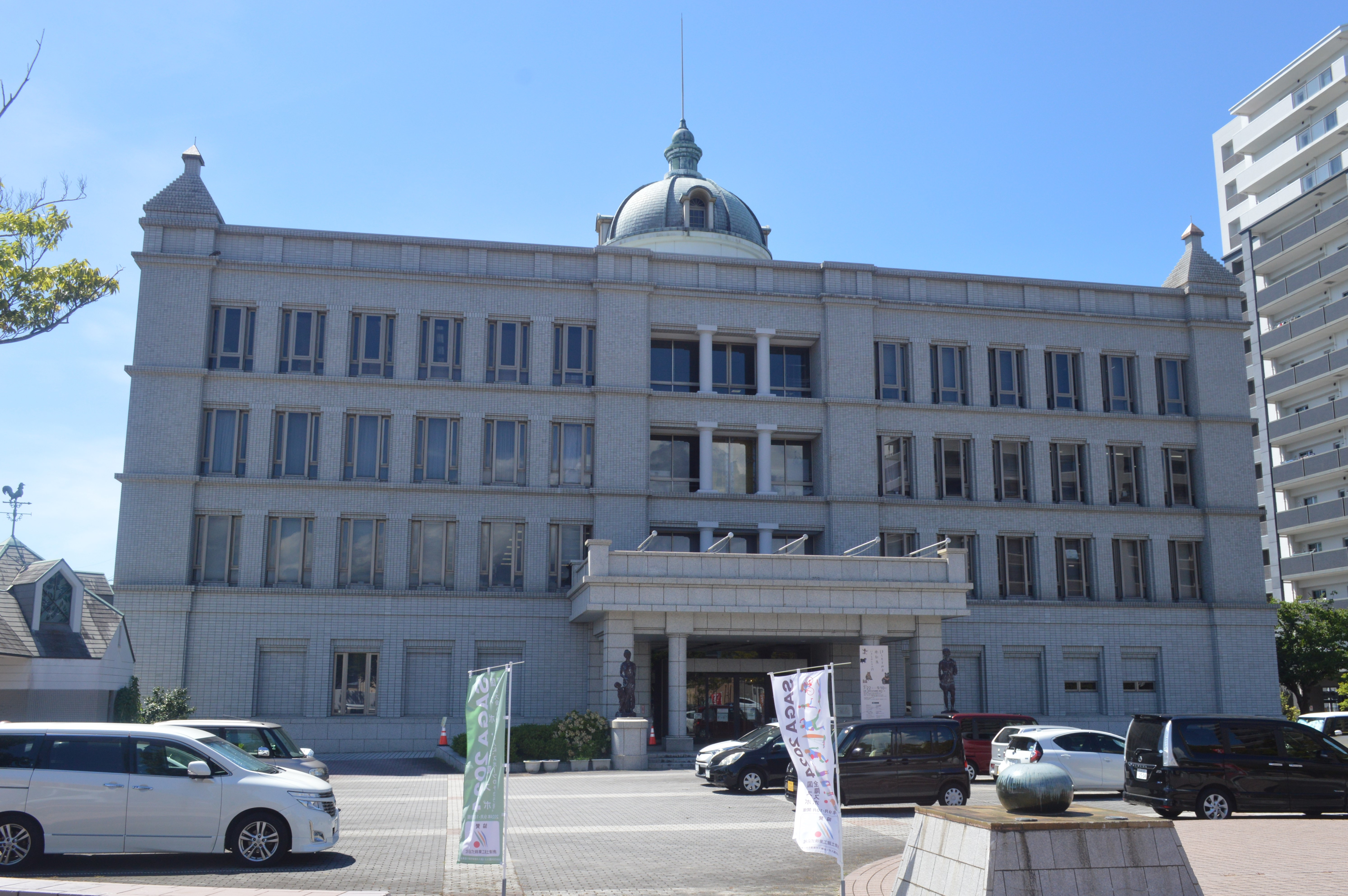
唐津市近代図書館

駅前には唐津市近代図書館が立地し、図書館前の広場ではイベントが催される。周辺にはマンションやビジネスホテルなどが立地する。
南口周辺にはかつて雑然とした市街地が広がっていたが、1980年（昭和55年）より唐津駅南土地区画整理事業が実施されており、整然とした街並みとなりつつある。
- 唐津市近代図書館
- ビジネスホテル宙(そら)
- 菜畑遺跡（西へ約1km）
- 佐賀県立唐津南高等学校（同約1.5km）
- 唐津信用金庫 町田支店（南へ約450m）
- 佐賀県立唐津西高等学校（南へ約1km）

## バス路線
駅北口に昭和バスの「唐津駅」バス停があるが、発着するバスは、からワンラインまたは呼子方面の路線に限られる。駅から北に約400m離れた唐津大手口バスセンターが唐津市内の路線バスの基点となっており、各方面のバスが発着する。
駅北口から道路を挟んで東隣にある「ふるさと会館アルピノ」の前に「アルピノ前」バス停があり、高速バスが発着する。
- 唐津駅
  - からワンライン（まいづる999・赤十字病院方面）
  - からワンライン（大手口・唐津城入口・イオン方面）
  - 大手口・呼子方面
- アルピノ前
  - からつ号：福岡方面（天神・博多バスターミナル・福岡空港）
  - ユタカライナー：神戸・大阪方面

ユタカ交通が運行する「ユタカライナー」を除き、全て昭和バスによる運行。

## その他

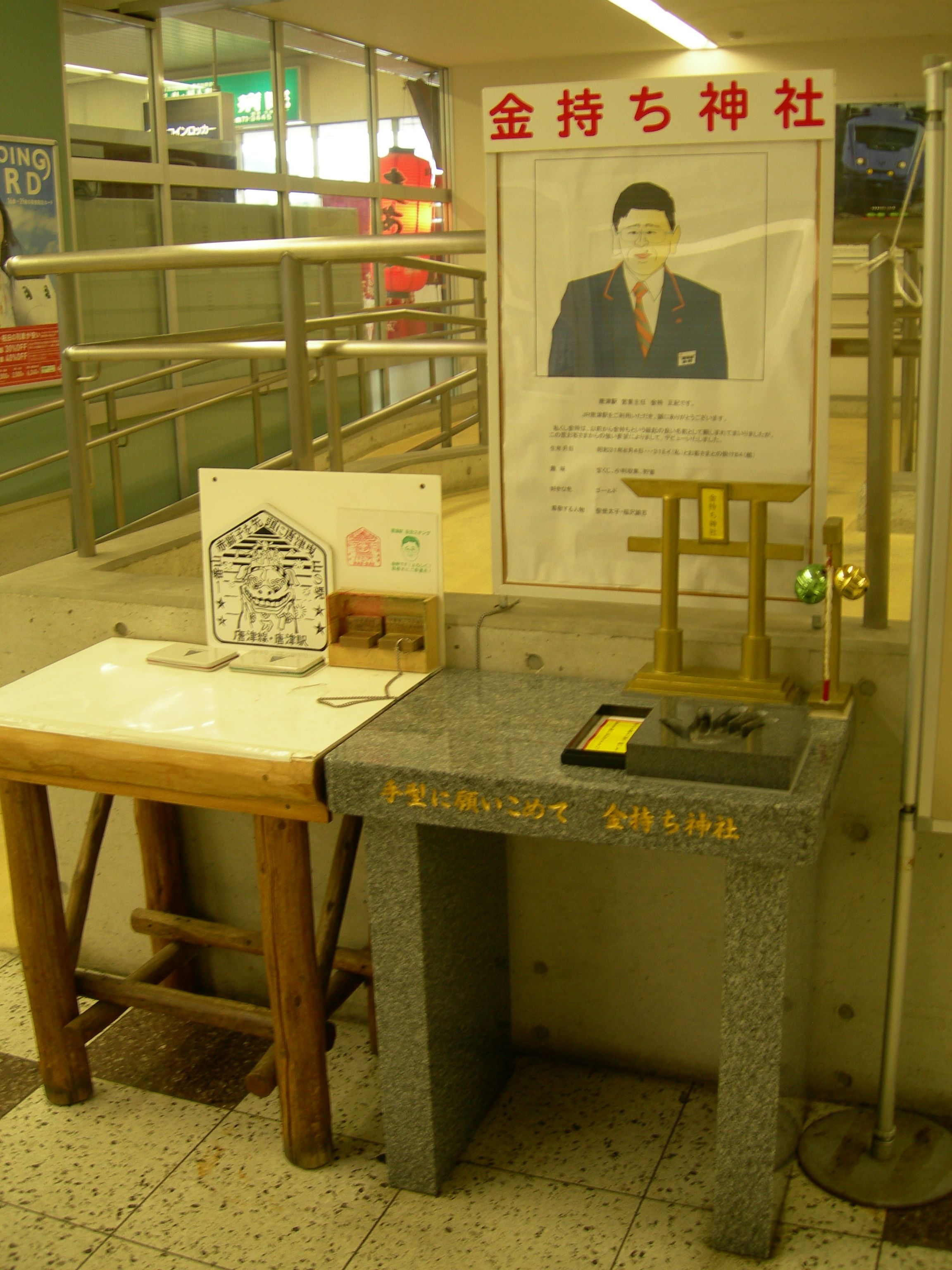
「金持ち神社」（2009年8月）

- 唐津駅営業主任・駅長を務めていた金持（）の名前に由来した「金持ち神社」が改札横に設置されていたことがあった。似顔絵の記念スタンプと手形、ミニチュアの鳥居が置かれていた。なお、唐津市高島には、宝くじ当選にご利益があるとされる宝当神社がある。

## 隣の駅
九州旅客鉄道（JR九州）
■唐津線
鬼塚駅 - 唐津駅 - 西唐津駅
 筑肥線（姪浜方面）（当駅 - 西唐津駅間唐津線）
■快速・■普通
和多田駅 (JK19) - 唐津駅 (JK20) - 西唐津駅 (JK21)
■筑肥線（伊万里方面）（西唐津駅 - 山本駅間唐津線）
西唐津駅 - 唐津駅 - 鬼塚駅